# Зарєччя (Гультяєвська волость, поблизу Шалахового)
Зарєччя (рос. Заречье) — присілок в Пустошкинському районі Псковської області Російської Федерації.
Населення становить 2 особи. Входить до складу муніципального утворення Гультяєвська волость.

## Історія
Від 2015 року входить до складу муніципального утворення Гультяєвська волость.

## Населення
| 2010 |
| ---- |
| 2    |